# Iso Laukvuori
Iso Laukvuori är en kulle i Finland. Den ligger i Nousis i landskapet Egentliga Finland, i den sydvästra delen av landet, 160 km väster om huvudstaden Helsingfors. Toppen på Iso Laukvuori är 57 meter över havet.
Terrängen runt Iso Laukvuori är huvudsakligen platt. Runt Iso Laukvuori är det glesbefolkat, med 20 invånare per kvadratkilometer. Närmaste större samhälle är Reso, 19,0 km söder om Iso Laukvuori. I omgivningarna runt Iso Laukvuori växer i huvudsak barrskog.